# Маложенівська сільська рада
Маложе́нівська сільська́ ра́да — колишній орган місцевого самоврядування в Єланецькому районі Миколаївської області. Адміністративний центр — село Маложенівка.

## Загальні відомості
- Населення ради: 933 особи (станом на 2001 рік)

## Населені пункти
Сільській раді підпорядковані населені пункти:
- с. Маложенівка
- с. Богодарівка
- с. Веселий Поділ
- с. Кам'янка

## Склад ради
Рада складалася з 14 депутатів та голови.
- Голова ради: Гравченко Володимир Іванович
- Секретар ради: Руда Любов Вікторівна

### Керівний склад попередніх скликань
| ПІБ                          | Основні відомості                                                                              | Дата обрання | Дата звільнення |
| ---------------------------- | ---------------------------------------------------------------------------------------------- | ------------ | --------------- |
| Гравченко Володимир Іванович | Сільський голова, 1965 року народження, освіта, член Народної партії                           | 26.03.2006   | 31.10.2010      |
| Козуб Катерина Федорівна     | Секретар сільської ради, 1954 року народження, член Народної партії                            | 26.03.2006   | 31.10.2010      |
| Руда Любов Вікторівна        | Секретар сільської ради, 1973 року народження, освіта середня спеціальна, член Партії регіонів | 31.10.2010   |                 |

Примітка: таблиця складена за даними сайту Верховної Ради України